# 龍潭寺 (浜松市)
龍潭寺（りょうたんじ）は、静岡県浜松市浜名区にある臨済宗妙心寺派の寺院。山号は万松山。本尊は虚空蔵菩薩。

## 歴史
寺伝によれば天平5年（733年）、行基によって開かれたとされ、当初の寺号は地蔵寺であったが寛治7年（1093年）に井伊共保が葬られた際にその法号から自浄寺と改められた。
平安時代から井伊氏の菩提寺であったとされる。元中年間（1384年 - 1392年）、宗良親王（後醍醐天皇の皇子）がこの寺を中興したともいう。寺院の南方、田の中に、井伊氏の元祖である共保公が出生したと伝わる「井伊共保公出生の井戸」が残る。
永正4年（1507年）、井伊直平が黙宗瑞淵を招いて、龍泰寺と寺号が改められた。
戦国時代の永禄3年（1560年）、「桶狭間の戦い」で戦死した井伊家22代井伊直盛がこの寺に葬られると、直盛の戒名をとり龍潭寺と改められた。ちなみに龍潭寺のある井伊谷は井伊谷川と神宮寺川が合流する流域にあり、水が豊富にある。龍潭寺の「龍」は水神の龍でもある。直盛の死後井伊家の当主となった井伊直親、直盛の娘で直親の死後の永禄年間に井伊家を取り仕切った井伊直虎の墓もあり、直親と直虎の墓は隣り合っている。
井伊家伝記によると、小牧・長久手の戦いにおいて井伊直政が先手大将として出陣する際に、寺に伝わる「日月松有之金銀の扇子」を陣扇として授けたとされる。
関ヶ原の戦いの戦勝にともない、井伊氏が近江国に転封となってからも井伊氏の外護を受け、江戸幕府からも朱印状を与えられた。
2008年（平成20年）からの修理で屋根を創建当時の杮葺きに近い金属板葺きに改めた。

## 文化財

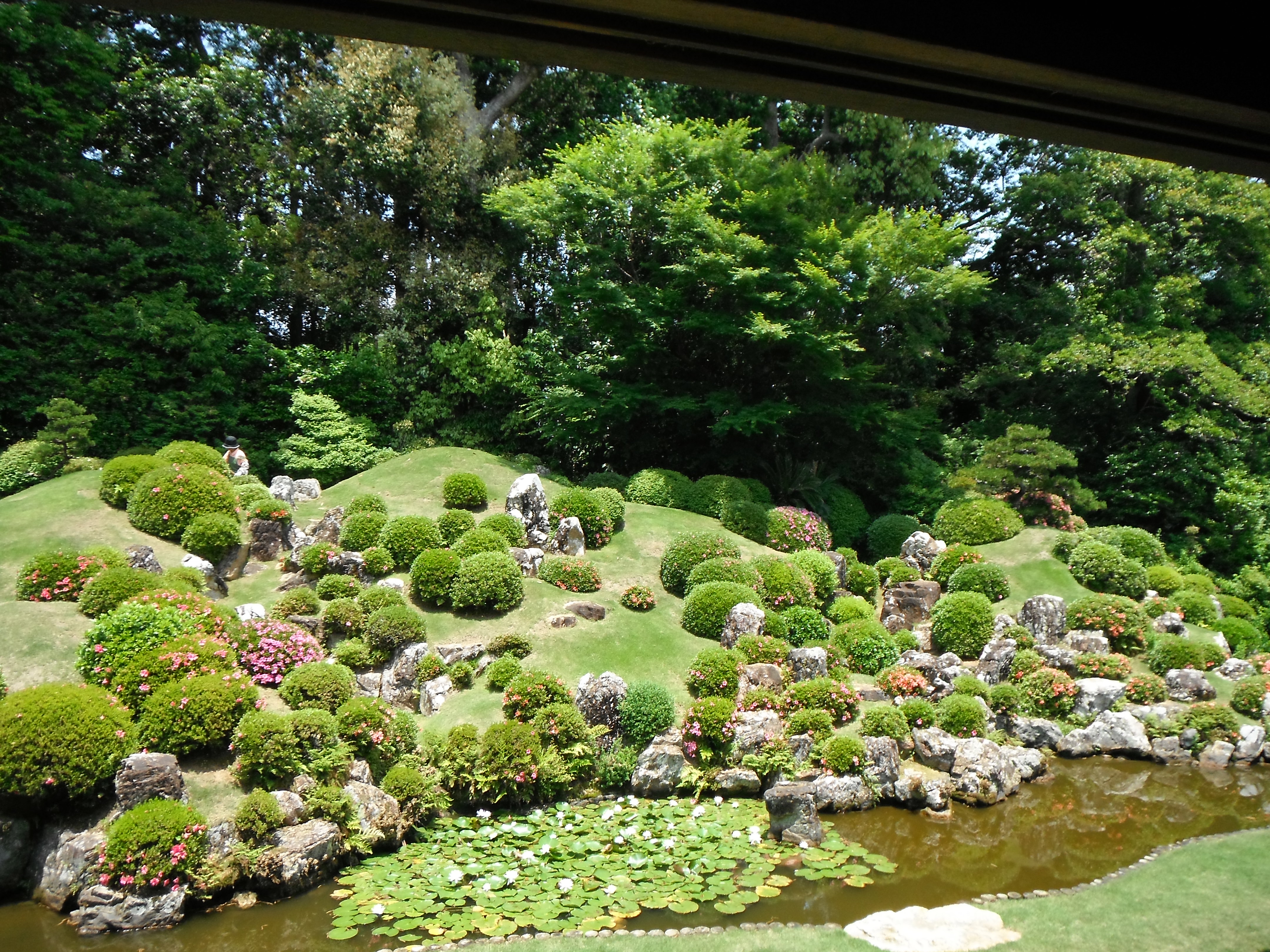
庭園

### 名勝（国指定）
- 庭園 - 池泉鑑賞式庭園。寺伝によれば小堀遠州の作庭。昭和11年（1936年）指定。

### 重要文化財（国指定）
- 宋版錦繍万花谷 3冊（金沢文庫本）

### 静岡県指定有形文化財
- 龍潭寺伽藍 6棟（本堂、庫裏、山門、開山堂、井伊家霊屋、稲荷堂）[3]
- 紙本金地著色遊楽図 六曲一双

## 所在地
静岡県浜松市浜名区引佐町井伊谷1989

## アクセス
- 遠鉄バス45奥山線｢神宮寺｣バス停から徒歩10分。（浜松駅からバスで約1時間。）
- 浜松市自主運行バス奥山～気賀駅前線｢龍潭寺｣バス停から徒歩5分。
- 浜松西ICから車で約20分。